# Драган Йованович (футболіст)
Драган Йованович (серб. Драган Јовановић, нар. 29 вересня 1903, Белград  — пом. 2 червня 1936, там само) —  югославський футболіст, що грав на позиції нападника. Один з найкращих югославських бомбардирів у період між двома світовими війнами. Відомий виступами за клуб «Югославія», а також національну збірну Югославії. Дворазовий чемпіон Югославії.

## Клубна кар'єра
З 1921 року виступав в основі клубу «Югославія». У 1922, 1923, 1924, 1925, 1926 і 1928 роках ставав з командою переможцем чемпіоном Белграда.
Починаючи з 1923 року в країні почав проводитись національний чемпіонат, куди потрапляли найсильніші клуби регіональних змагань. У першому розіграші «Югославія» вибула у півфіналі, незважаючи на результативну гру Йовановича, що відзначився чотирма забитими голами у двох матчах і став найкращим бомбардиром змагань. Уже у наступному чемпіонаті 1924 року «Югославія» здобула перемогу. На шляху до фіналу команда здолала «Славію» (Осієк) (5:2, один з голів на рахунку Драгана) і «Сомборський» (6:1, хет-трик Йовановича), а у головному матчі перемогла «Хайдук» (Спліт) з рахунком 2:1 завдяки голам Дам'яна Джурича і Стевана Лубурича.
У 1925 році «Югославія» повторила свій успіх. З однаковим рахунком 3:2 клуб послідовно переміг «Хайдук» (Спліт) (один гол забив Йованович), «Славію» (Осієк) і «Граджянскі» (Загреб) (Драган забив другий гол своєї команди). Лідерами команди у чемпіонських сезонах були Милутин Івкович, Бранко Петрович, Алоїз Махек, а також партнери Драгана по нападу Душан Петкович, Стеван Лубурич, Бранислав Секулич та інші.
2 серпня 1925 року «Югославія» у товариському матчі дещо несподівано перемогла празький клуб «Славію» з рахунком 4:2. Йованович відзначився голом у воротах Франтішека Планічкиі після потужного удару з 20-ти метрів. За свідченнями очевидців, удар був таким сильним, що прорвав сітку і суддя не одразу його зарахував.
У наступному році «Югославія» посіла друге місце у чемпіонаті, програвши у фіналі «Граджянскі» (1:2). Йованович у матчі 1/4 фіналу проти клубу «Бачка» (Суботиця) забив 6 м'ячів, ще 5 на рахунку Душана Петковича, а загалом «Югославія» перемогла 12:2.
Ігрову кар'єру Йованович завершив дуже рано у 26 років. Загалом у складі «Югославії» на його рахунку 252 проведених матчі і 331 забитий гол, і це ще без врахування ігор 1921 року і частини 1922 року, дані про які не збереглися.

## Виступи за збірну
1923 року дебютував в офіційних матчах у складі національної збірної Югославії у грі проти Чехословаччини (4:4), відзначився двома забитими голами. Загалом зіграв за збірну 8 матчів і забив 4 м'ячі. Був у заявці збірної на Олімпійських іграх 1924 року у Парижі.
Також виступав у складі збірної Белграда, за яку зіграв 32 матчі. Зокрема, у 1926 році став фіналістом Кубка короля Олександра, турніру для збірних найбільших міст Югославії. У чвертьфіналі змагань Йованович забив чотири м'ячі у ворота збірної Спліта, а його команда здобула перемогу з рахунком 6:0. У фіналі збірна Белграда поступилась збірній Загреба — 1:3.

## Після завершення  кар'єри
Після закінчення кар'єри гравця працював на різних адміністративних посадах в рідному клубі «Югославія». У 1930—1933 роках був головним тренером команди.
2 червня 1936 року Драган Йованович загинув у автомобільній катастрофі. Машина, у якій він їхав, врізалась у дерево. З шести пасажирів загинув тільки Йованович, якому на той час було лише 33 роки.
| Дата       | Місто    | Господарі      | Результат | Гості     | Турнір                  | Голи | Примітки |
| ---------- | -------- | -------------- | --------- | --------- | ----------------------- | ---- | -------- |
| 28.10.1923 | Прага    | Чехословаччина | 4 – 4     | Югославія | товариський матч        | 2    |          |
| 10.02.1924 | Загреб   | Югославія      | 1 – 4     | Австрія   | товариський матч        | 1    |          |
| 04.11.1925 | Падуя    | Італія         | 2 – 1     | Югославія | товариський матч        | -    |          |
| 30.05.1926 | Загреб   | Югославія      | 3 – 1     | Болгарія  | товариський матч        | -    |          |
| 10.04.1927 | Будапешт | Угорщина       | 3 – 0     | Югославія | товариський матч        | -    |          |
| 28.10.1927 | Прага    | Чехословаччина | 5 – 3     | Югославія | товариський матч        | 1    |          |
| 06.05.1928 | Белград  | Югославія      | 3 – 1     | Румунія   | Кубок короля Олександра | -    |          |
| 28.10.1928 | Прага    | Чехословаччина | 7 – 1     | Югославія | товариський матч        | -    |          |
| Усього     |          | Матчів         | 8         |           | Голів                   | 4    |          |

## Трофеї і досягнення
- Чемпіон Югославії: 1924, 1925
- Срібний призер чемпіонату Югославії: 1926
- Найкращий бомбардир чемпіонату Югославії[4]: 1923
- Чемпіон футбольної асоціації Белграда: 1922, 1923, 1924, 1925, 1926, 1928
- Срібний призер Кубка короля Олександра: 1926